# 728
728（七百二十八、七二八、ななひゃくにじゅうはち）は自然数、また整数において、727の次で729の前の数である。

## 性質
- 728は合成数であり、約数は 1, 2, 4, 7, 8, 13, 14, 26, 28, 52, 56, 91, 104, 182, 364, 728 である。
  - 約数の和は1680。
    - 176番目の過剰数である。1つ前は726、次は732。
- 37番目のスミス数であり、728 = 23 × 7 × 13 、7 + 2 + 8 = 2 × 3 + 7 + 1 + 3 である。1つ前は706、次は729。
  - (728, 729)とスミス数が2数連続となる最小の数である。次は(2964, 2965)。(オンライン整数列大辞典の数列 A050219)
- 1/728 = 0.001373626… (下線部は循環節で長さは6)
  - 逆数が循環小数になる数で循環節が6になる84番目の数である。1つ前は715、次は756。
- 約数の和が728になる数は4個ある。(252, 412, 543, 727) 約数の和4個で表せる14番目の数である。1つ前は702、次は798。
- 各位の和が17になる37番目の数である。1つ前は719、次は737。
- 728 = 63 + 83
  - 2つの正の数の立方数の和で表せる34番目の数である。1つ前は686、次は730。(オンライン整数列大辞典の数列 A003325)
  - 異なる2つの正の数の立方数の和で表せる27番目の数である。1つ前は637、次は730。(オンライン整数列大辞典の数列 A024670)
  - n = 3 のときの 6n + 8n の値とみたとき1つ前は100、次は5392。(オンライン整数列大辞典の数列 A074620)
  - 728 = 63 + 83 = (−1)3 + 93 = (−10)3 + 123
    - 2つの立方数の和3通りで表せる最小の数である。次は3367。(オンライン整数列大辞典の数列 A051383)
    - 2つの立方数の和 n 通りで表せる最小の数である。1つ前の2通りは91、次の4通りは2741256。(オンライン整数列大辞典の数列 A047696)
- 728 = 36 − 1
  - n = 6 のときの 3n − 1 の値とみたとき1つ前は242、次は2186。(オンライン整数列大辞典の数列 A024023)
  - n = 3 のときの n6 − 1 の値とみたとき1つ前は63、次は4095。(オンライン整数列大辞典の数列 A123866)
- 728 = 93 − 1
  - n = 9 のときの n3 − 1 の値とみたとき1つ前は511、次は999。(オンライン整数列大辞典の数列 A068601)
  - n = 3 のときの 9n − 1 の値とみたとき1つ前は80、次は6560。(オンライン整数列大辞典の数列 A024101)
  - 728 = 9 × 92 − 1
    - n = 9 のときの 9n2 − 1 の値とみたとき1つ前は575、次は899。(オンライン整数列大辞典の数列 A136016)
- 728 = 272 − 1
  - n = 27 のときの n2 − 1 の値とみたとき1つ前は675、次は783。(オンライン整数列大辞典の数列 A005563)
- 728 = 22 + 182 + 202 = 42 + 62 + 262 = 102 + 122 + 222
  - 3つの平方数の和3通りで表せる106番目の数である。1つ前は723、次は733。(オンライン整数列大辞典の数列 A025323)
  - 異なる3つの平方数の和3通りで表せる79番目の数である。1つ前は718、次は733。(オンライン整数列大辞典の数列 A025341)
- 728 = 33 + 43 + 53 + 83
  - 4つの正の数の立方数の和で表せる196番目の数である。1つ前は721、次は730。(オンライン整数列大辞典の数列 A003327)
  - 異なる正の数の4つの立方数の和1通りで表せる44番目の数である。1つ前は711、次は737。(オンライン整数列大辞典の数列 A025408)
- 728 = 72 + 82 + 92 + 102 + 112 + 122 + 132
  - 7連続整数の平方和で表せる数である。１つ前は595、次は875。
  - n から始まる n 連続整数の平方和で表せる数である。1つ前は451、次は1100。(オンライン整数列大辞典の数列 A050410)
- 728 = 28 × 26
  - 完全数28の倍数である。1つ前は700、次は756。(オンライン整数列大辞典の数列 A135628)
- n = 7 のときの n と 4n を並べてできる数である。1つ前は624、次は832。(オンライン整数列大辞典の数列 A019552)
- n = 728 のとき n と n + 1 を並べた数を作ると素数になる。n と n + 1 を並べた数が素数になる89番目の数である。1つ前は722、次は746。(オンライン整数列大辞典の数列 A030457)
- 728 = 12 × 13 × 14/3
  - n = 12 のときの n(n + 1)(n + 2)/3 の値とみたとき1つ前は572、次は910。(オンライン整数列大辞典の数列 A007290)
    - {\displaystyle 728=\sum _{k=1}^{12}k(k+1)}

## その他 728 に関連すること
- 西暦728年
- 紀元前728年
- フェアチャイルド・ドルニエ 728は、ドイツのフェアチャイルド・ドルニエが開発していた旅客機。
- フロリダ (USS Florida, SSBN/SSGN-728) は、アメリカ海軍のオハイオ級原子力潜水艦。